# テシル駅
テシル駅（テシルえき）は、大韓民国大邱広域市達城郡にある大邱交通公社2号線の駅である。駅番号は(218)。駅名は所在地の「竹谷」里を朝鮮語の固有語「竹谷/대실」に書き換えるものである。

## 駅構造
- 相対式ホーム2面2線の地下駅。

## 駅周辺
- 多斯高等学校
- 大邱銀行多斯支店
- 中小企業銀行多斯支店
- 大邱王先初等学校
- 大邱竹谷初等学校
- 泰成グリーンシティアパート
- 江倉ファミリータウン
- 多斯郵便局
- 大邱梅谷初等学校
- 王先中学校
- 江亭高霊堰
- 大邱江西消防署

## 歴史
- 2005年10月18日 - テシル駅として開業。

## 利用状況
| 路線   | 利用人数 | 利用人数 | 利用人数 | 利用人数 | 利用人数 | 利用人数 | 利用人数 | 利用人数 | 利用人数 | 利用人数 |
| 路線   | 2005年   | 2006年   | 2007年   | 2008年   | 2009年   | 2010年   | 2011年   | 2012年   | 2013年   |          |
| ------ | -------- | -------- | -------- | -------- | -------- | -------- | -------- | -------- | -------- | -------- |
| ●2号線 | 1226人   | 1338人   | 1545人   | 2425人   | 4171人   | 4446人   | 4838人   | 5679人   | 6110人   |          |

## 隣の駅
大邱交通公社
●2号線
多斯駅 (217) - テシル駅 (218) - 江倉駅(219)